# Abbazia di Vallombrosa
L'Abbazia di Vallombrosa si trova nell'omonima località del comune di Reggello, in provincia di Firenze e diocesi di Fiesole. Nel novembre del 1950 papa Pio XII elevò la chiesa abbaziale alla dignità di basilica minore. È monumento nazionale italiano.

## Storia
La congregazione dei Vallombrosani sorse per impulso di san Giovanni Gualberto, nato da un'illustre famiglia fiorentina, che nel 1036 si ritirò con pochi seguaci in un luogo chiamato allora Acquabella sul Pratomagno. La riforma monastica che era alla base della nuova comunità era destinata a svolgere un ruolo di primo piano nelle vicende religiose, civili e sociali del suo tempo e oltre: nella sua lotta contro la simonia che lo indusse ad inserirsi nella contesa per le investiture tra papato e impero, san Giovanni Gualberto promosse la riforma del clero convinto che la vita in comune e il ritorno a una povertà evangelica avrebbero condotto al rinnovamento della Chiesa. 
Il primo documento che parla di Vallombrosa è quello che parla di una donazione del chierico Alberto alla comunità alla quale si era unito, importante perché menziona, ancora prima di un edificio, una comunità di monaci che doveva riunirsi in un primo oratorio in legno, costruito ancora prima che la Badessa Itta del monastero di Sant'Ellero donasse il 3 luglio 1039 il terreno sul quale già viveva la comunità dato che l'anno prima, nel 1038 il vescovo di Paderborn aveva consacrato l'altare dell'oratorio, l'unica parte costruita in pietra. Vent'anni più tardi, il 9 luglio del 1058, il cardinale Umberto di Silva Candida consacrò invece l'intera chiesa in pietra che doveva avere un piccolo monastero annesso.
La comunità vallombrosana crebbe e si rese necessario l'ampliamento del monastero e la costruzione di una nuova, più ampia chiesa, iniziata nel 1224 e conclusa nel 1230, periodo al quale risale anche la torre campanaria. Nella seconda metà del secolo XV, l'abate Francesco Altoviti procedette a grandi lavori che realizzarono il chiostro grande, la sacrestia, la torre, il refettorio con la cucina, lavori conclusi nel 1476. Il successore dell'Altoviti, Biagio Milanesi fu uno dei più importanti abati di Vallombrosa, uomo di grande cultura che dotò l'Abbazia di una biblioteca e di preziose opere d'arte, la pala di Perugino per l'altar maggiore, la tavola di Raffaellino del Garbo, la terracotta di Luca della Robbia, solo queste ultime due ancora in abbazia. Nel 1584-85 viene realizzato il Chiostro del Mascherone, su disegno di Alfonso Parigi.

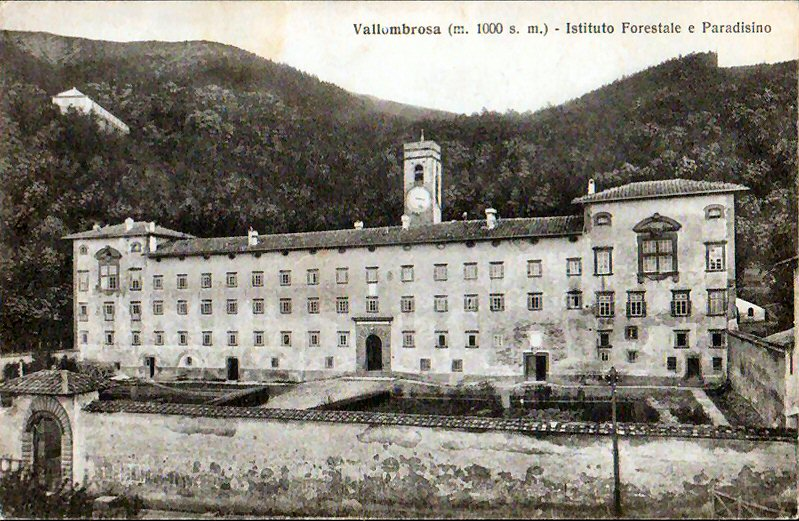
Veduta della facciata dell'Abbazia

Dopo una lunga serie di incendi e ricostruzioni, è nel Seicento, con ulteriori perfezionamenti nel primo Settecento, che l'abbazia assunse l'aspetto omogeneo e sontuoso che si manifesta ancora oggi. Nel 1634 l'abate Averardo Niccolini consultò Gherardo Silvani per la ristrutturazione del noviziato, che l'architetto progettò ex novo, dove oggi ingloba anche la facciata principale dell'abbazia. Nel 1644, dopo il crollo del portico sulla facciata della chiesa, venne costruito al suo posto la loggia tuttora esistente, su progetto dell'abate Guglielmo Rasi. In questo periodo si procedette anche ad un importante rinnovamento decorativo della chiesa e più tardi si iniziò ad intervenire anche sulle strutture di essa, aggiornandola in senso moderno, ad esempio demolendo nel 1695 l'antica abside per far posto al nuovo coro e realizzando accanto la cappella del santo fondatore, entrambe su disegno di Michele Domenico Magni. Tali lavori si conclusero nel 1755 con la costruzione della cappella dei Dieci Beati, o del Sacramento. Nel frattempo si procedette su impulso dell’abate Giovanni Aurelio Casari, tra il 1729 e il 1733, a modernizzare la chiesa: le pareti furono intonacate e furono collocati classicheggianti altari in pietra serena e si procedette anche ad ornare la nuova chiesa con un ciclo pittorico funzionale a celebrare i santi dell'ordine con dipinti di Antonio Puglieschi, Niccolò Lapi, Francesco Veracini, Niccolò Nannetti ed Ignazio Hugford.
L'imponente patrimonio artistico accumulato nel corso dei secoli ha subito un notevole depauperamento a seguito della soppressione napoleonica dei conventi (1808) e alla demanializzazione della proprietà in epoca sabauda (1867); solo dal 1949, infatti, i Vallombrosani sono tornati a prendere possesso del monastero.

## Descrizione

### Esterno

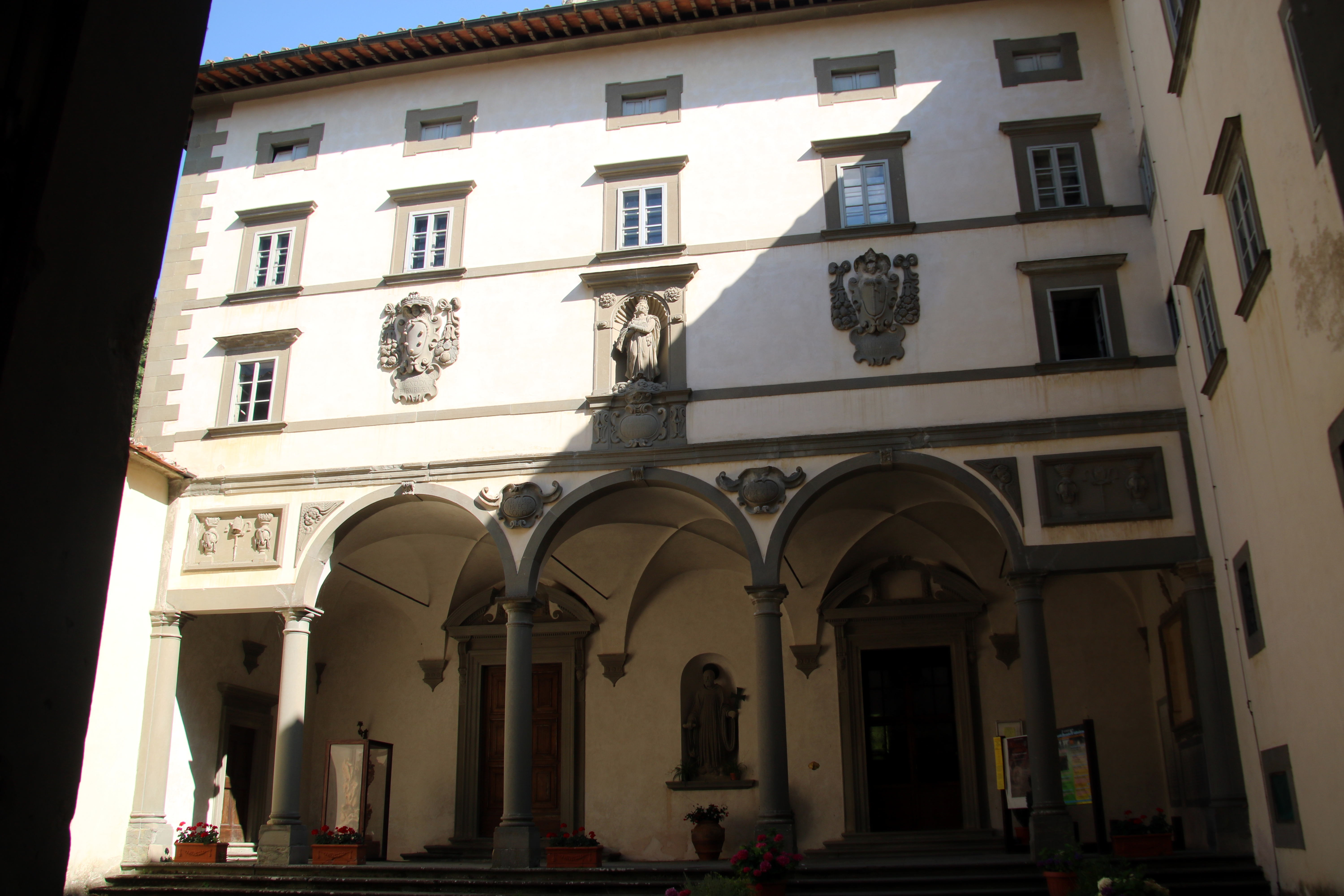
Facciata della chiesa abbaziale

All'esterno il grande complesso mantiene ancor oggi, col campanile della chiesa del XII secolo e la torre retrostante del XV secolo, un carattere austero di contenuta eleganza, fin dal grande piazzale antistante tenuto a giardino e circondato da alte mura cui si accede attraverso un bel cancello del 1773. La facciata del monastero ritmata dalla serie di finestre, di grande armonia, sobrietà e imponenza, è opera di Gherardo Silvani, costruita tra 1637 e 1647. L'uniformità del fronte è movimentata dai due corpi laterali sopraelevati aperti da grandi finestroni a crociera, e dal portale a bugnato.
Un piccolo cortile precede la facciata della chiesa che consta di un portico di accesso composto di tre arcate che terminano in due serliane laterali, fatto costruire dall'abate Rasi su suo disegno e modello a seguito del crollo di una preesistente loggetta, avvenuto nel 1644, ma di forme ancora ispirate al tardo Cinquecento. Una nicchia sopra l'arco centrale contenente una statua di San Giovanni Gualberto, opera di Bastiano Salvini (1632), fa da centro geometrico della facciata e ne sottolinea la simmetria verticale. Gli stemmi ai lati sono quelli dei Medici e di Vallombrosa, quest'ultimo raffigurante il braccio di un monaco che regge un bastone a forma di tau. Al di sopra due file di finestre, al secondo piano simili a quelle del primo, al terzo molto più semplificate.

### Interno della chiesa abbaziale

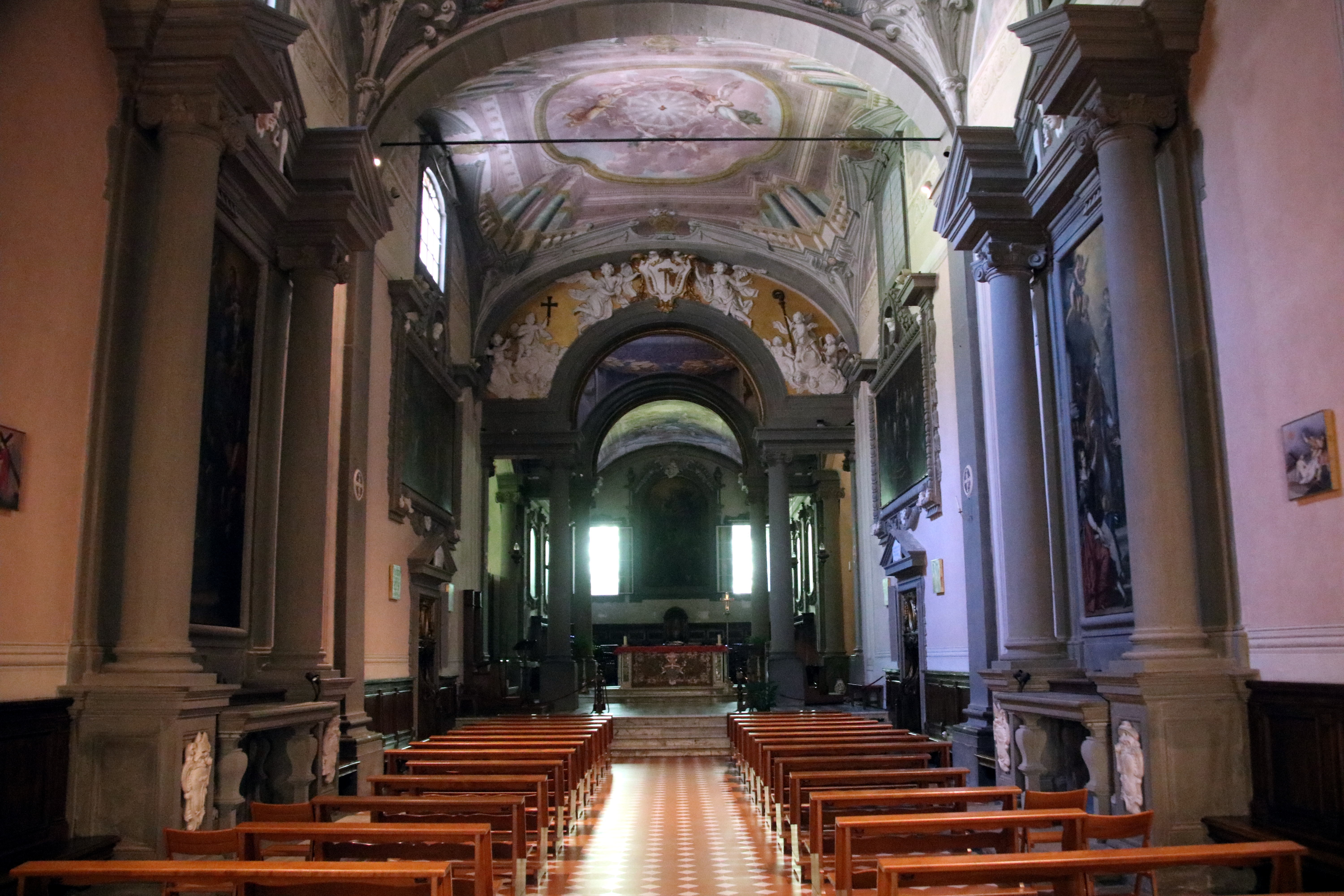
Interno della chiesa abbaziale

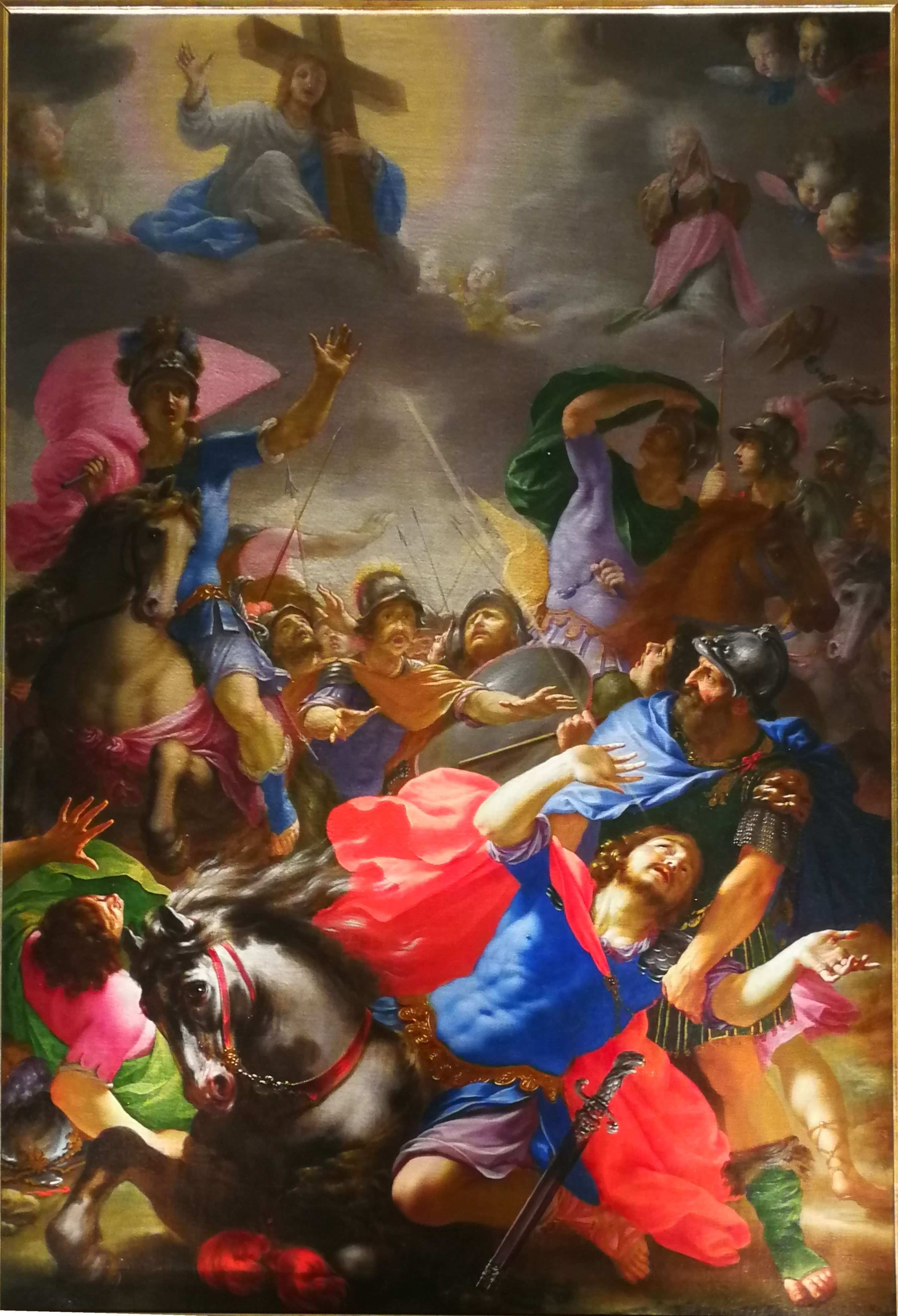
Cesare Dandini, Conversione di Saulo

L'interno conserva la struttura del 1230, con una navata unica allungata terminante in un transetto, una pianta a "T" tipica delle chiese vallombrosane, ma non presenta più l'aspetto medievale se non in qualche limitata zona nella quale è visibile l'antico paramento in pietra. Anche il tramezzo quattrocentesco, che separava la parte pubblica da quella riservata ai monaci, è murato nella controfacciata e conserva l'iscrizione che ne indica la committenza all'abate Biagio Milanesi e la data 1487. La copertura a capriate fu sostituita nel XVI secolo da tre volte a padiglione ribassate.
La navata si presenta nella sua veste settecentesca di grande eleganza: tra il 1729 e il 1733 si coprirono con l'intonaco le pareti di pietra, e furono collocati i classicheggianti altari in pietra serena e si procedette ad una nuova decorazione di tutta la chiesa. L'intenzione fu quella di celebrare i santi dell'ordine, mentre agli altari furono ricordati due vallombrosani che furono anche vescovi. L'altare di destra è infatti dedicato a sant'Atto, abate di Vallombrosa e poi vescovo di Pistoia. Vi si vede la pala con Sant'Atto che riceve le reliquie di san Giacomo Apostolo di Agostino Veracini, del 1733. Il ciclo decorativo era però iniziato con la pala che orna l'altare di sinistra, dedicato a San Pietro Igneo, vescovo cardinale di Albano, con Gregorio VII che elegge cardinale san Pietro Igneo, del 1730, di Antonio Puglieschi. Ai lati degli altari si vedono quattro grandi tele: alla parete destra il Martirio del beato Tesauro Beccaria, di Niccolò Lapi, e il Gregorio VII che scomunica l'imperatore Enrico IV, di Niccolò Nannetti, entrambe del 1732. Alla parete sinistra sono invece due scene della vita di Pietro Igneo: il San Pietro Igneo nell'atto di scomunicare i canonici di Lucca, di Ignazio Hugford, e il San Pietro Igneo che attraversa il fuoco, di Agostino Veracini, entrambi del 1730. La decorazione della navata si concluse a fine secolo con la ricca decorazione ad affresco delle volte e della cupola realizzata da Giuseppe Fabbrini con Antonio Donati nel 1779–1781. Nelle volte della navata dipinsero tre sfondati di prospettiva architettonica con al centro la scena neoveronesiana di Ester e Assuero e nella cupola la Gloria della Vergine Maria, di stile ancora tardo-barocco.
La "modernizzazione" dell'apparato decorativo dell'antica basilica abbaziale era però già iniziata nel Seicento, dalla Cappella dei Conversi, oggi Battistero, la prima a sinistra entrando, con la notevole Conversione di Saulo di Cesare Dandini (1646 - 47),  restaurata nel 2019, con la quale arriva in abbazia un gusto già barocco, una pala movimentata ma teatrale secondo il gusto fiorentino e splendente di colori accesi e smaltati. In due altari posti nella parte di navata anteriore al coro vi furono poi poste due pale 'moderne' di Alessandro Rosi e di Lorenzo Lippi, entrambe poi spostate nel 1701, al momento della ristrutturazione della chiesa, nel transetto insieme ai loro altari, rispettivamente alla testata destra e a quella sinistra.
Il Martirio di san Sebastiano di Alessandro Rosi, allievo del Dandini, del 1665, è una pala anch'essa barocca ma crepuscolare e melodrammatica, mentre la Trinità di Lorenzo Lippi, dello stesso anno e sua ultima opera, probabilmente commissionata dall'abate Valentino Baldovini, superiore generale dei vallombosani, poco prima della sua morte avvenuta già nel gennaio 1665, commissione forse portata avanti dall'abate Bernardo Serzelli. La pala, che recupera modelli di Santi di Tito e del Cigoli (Pietà di Santa Croce), mostra una religiosità mesta e silente e presenta il soggetto sul primissimo piano, quasi senza profondità. Il naturalismo delicato, piano e domestico, antibarocco negli intenti, che anche qui si vede, fece del Lippi l'alfiere di un'alternativa tendenza della pittura fiorentina del Seicento.

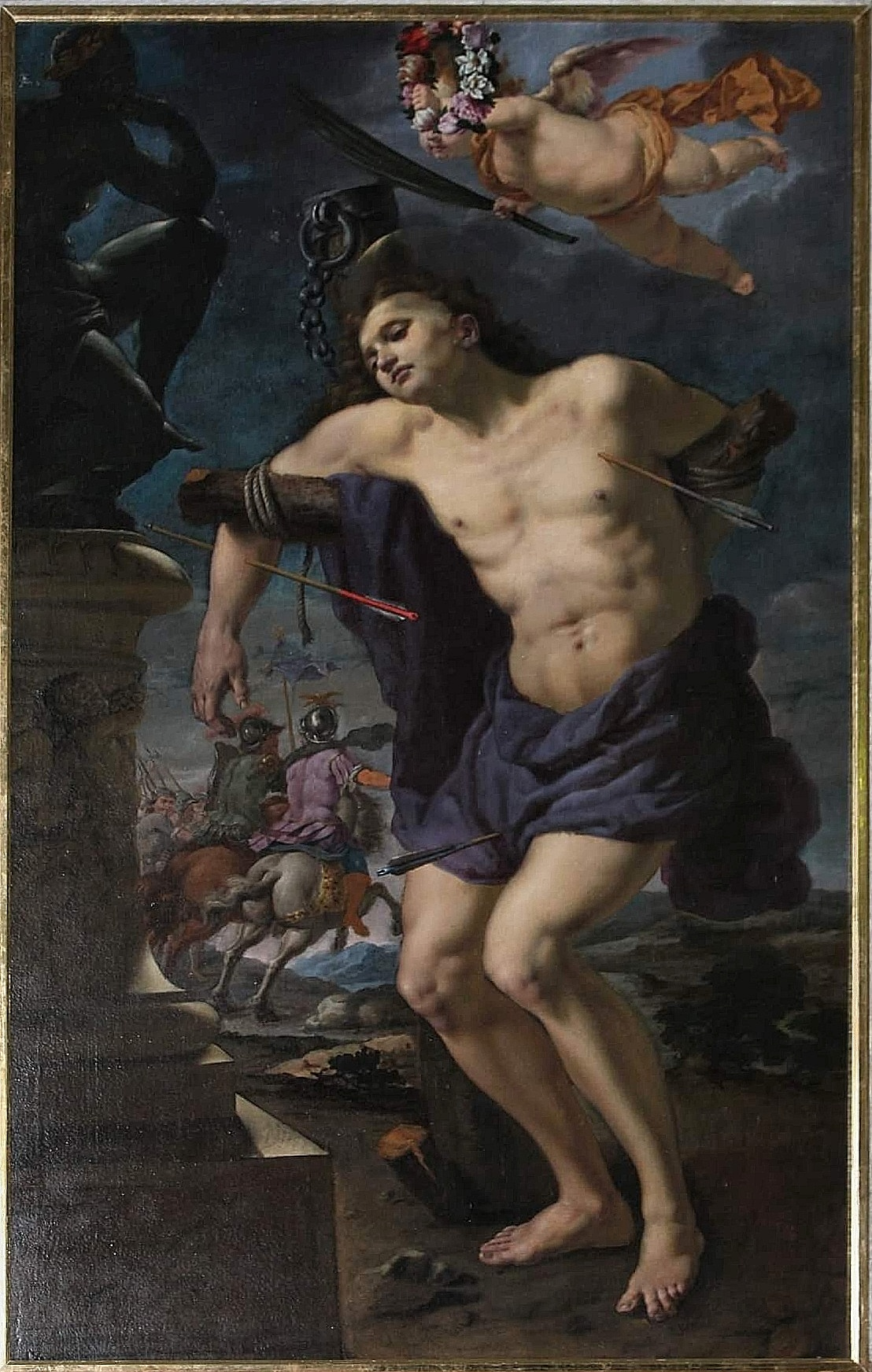
Allessandro Rosi, Martirio di san Sebastiano

Nel presbiterio, dietro l'altar maggiore, si trova il pregevole coro ligneo opera di Francesco di Nanni da Poggibonsi (1444–1446), realizzato per la chiesa vallombrosana di San Pancrazio e qui trasferito nel 1574. Alla parete di fondo, tra le finestre, è la grande Assunta del Volterrano, del 1669 circa, proveniente dalla chiesa vallombrosana di San Bartolomeo di Pistoia. La tela sostituì, quale dono del 1818 del granduca di Toscana Ferdinando III d'Asburgo Lorena, la Pala di Vallombrosa di Perugino, requisita dai napoleonici e, una volta restituita, collocata alla Galleria dell'Accademia di Firenze. Alle pareti del coro sono sei dipinti con Storie vallombrosane, di Ignazio Hugford.
A sinistra del coro è la splendida cappella dedicata a san Giovanni Gualberto, costruita tra 1695 e 1700. Sul soffitto è l'affresco di Alessandro Gherardini con la Vergine Maria e san Giovanni Gualberto tra angeli, contornato dalla decorazione scultorea di Carlo Marcellini, e in fondo è l'altare in scagliola di Enrico Hugford sul quale è la tela di Antonio Franchi con San Giovanni Gualberto in preghiera (1699-1700). Ai lati, a destra la tela con San Giovanni Gualberto che libera un Monaco dalle fiamme del Purgatorio di Francesco Botti (1701) e a destra un'altra tela di Alessandro Gherardini con San Giovanni Gualberto e la strage di San Salvi. Davanti all'altar maggiore arde una lampada votiva il cui olio è offerto annualmente, regione dopo regione, dai Forestali italiani di cui san Giovanni Gualberto è patrono e che viene consegnato all'abbazia con una suggestiva cerimonia il 12 luglio, anniversario della sua morte.
Degna di interesse è anche la sagrestia rinascimentale, costruita per volere di Francesco Altoviti, nella quale si vedono alcune parti della chiesa romanica e in cui sono esposte una tavola di Raffaellino del Garbo con San Giovanni Gualberto e altri santi (1508), una grande pala di terracotta invetriata della bottega di Andrea della Robbia con la Madonna col Bambino tra San Giovanni Gualberto, la Beata Umiltà e due donatori (l'abate Biagio Milanesi ed il fratello). All'altare è il San Bernardo vescovo di Parma assalito dagli eretici di Luigi Sabatelli.

### Monastero
Il monastero, pertinente alla clausura, si struttura intorno al chiostro della Meridiana, cosiddetto dalla presenza di una meridiana, che fu costruito nel Quattrocento sotto l'abbaziato di Francesco Altoviti, il cui stemma è visibile nei raffinati peducci scolpiti che sostengono le volte a crociera del portico. Dal chiostro si accede all'aula capitolare anch'essa quattrocentesca ed oggi utilizzata come sala convegni e all'antirefettorio si trovano un lavabo in pietra del 1606, un'altra grande pala in terracotta invetriata con la Madonna col Bambino, san Giacomo e san Giovanni Gualberto attribuita a Santi Buglioni, e un ciclo pittorico di Mario Francesconi, realizzato nel 1998, composto da tre trittici dedicati ai temi del Mistero, della Vita e della Morte. Questo ambiente dà sul refettorio e la cucina. Il primo, anch'esso quattrocentesco, presenta una ricca decorazione settecentesca con una serie di tele eseguite da Ignazio Hugford raffiguranti un'Ultima Cena nel fondo, Santi dell'Ordine vallombrosano ai lati e un'Assunzione sul soffitto (1745). La cucina si presenta divisa da un camino con cappa in un primo ambiente che conserva l'aspetto originario ed un secondo seicentesco.
Il chiostro del Mascherone, più piccolo, detto così per la presenza di una vasca con una testa di leone, fu costruito nel tardo Cinquecento e mostra sul fondo una loggia opera di Alfonso Parigi del 1589. Lo stesso architetto costruì nel 1584 anche la biblioteca rimodernata nel primo Ottocento e di stile neoclassico: vi è un tavolo ottagonale anch'esso ottocentesco intarsiato dall'ebanista di Tosi Antonio Moschini e anche le scaffalature sono ottocentesche. In essa campeggia anche la grande tela con la Donazione di Matilde di Canossa a san Bernardo degli Uberti di Donato Arsenio Mascagni, del 1609.

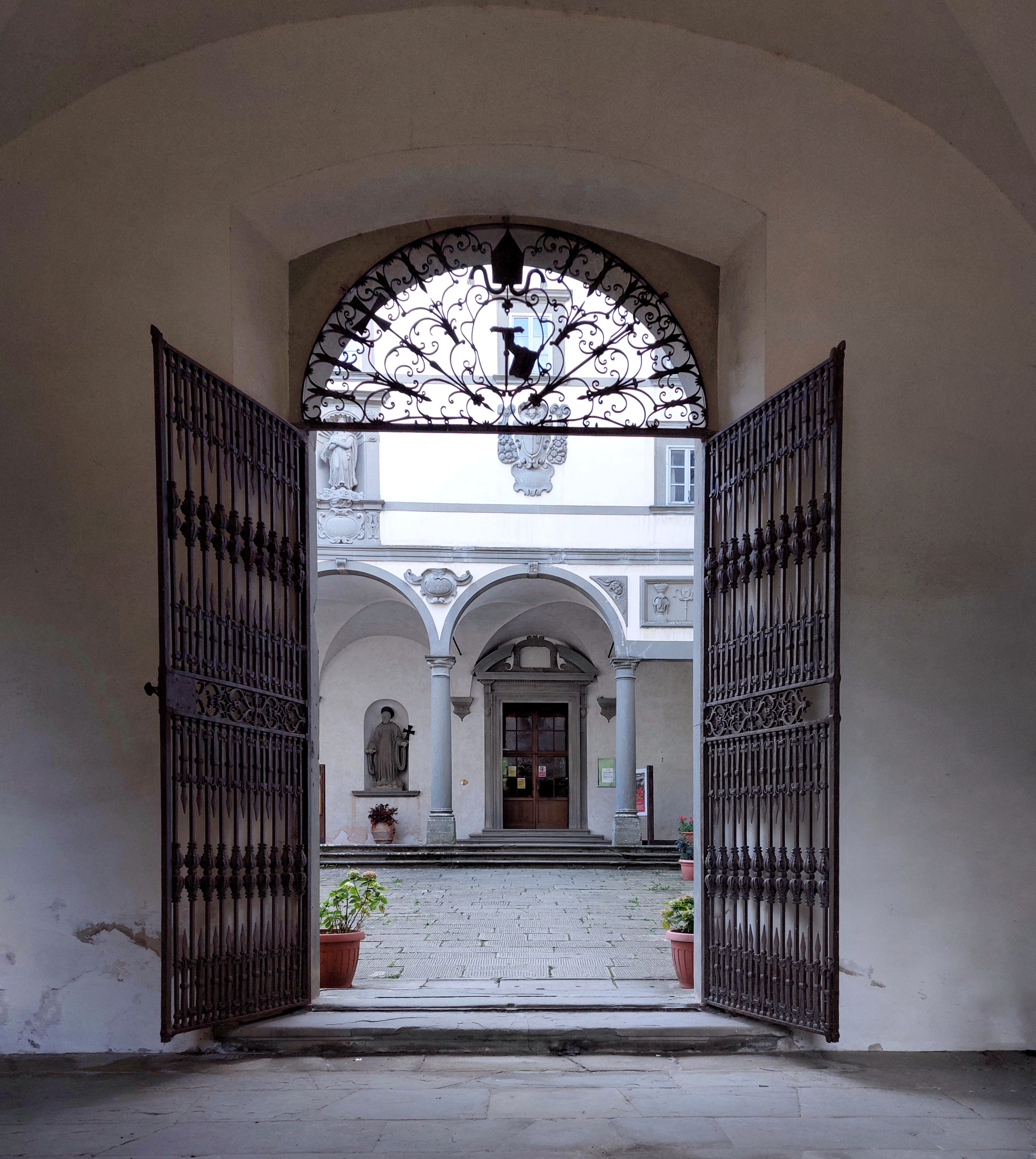
Chiesa vista dall'ingresso, con stemma vallombrosano sul portale in ferro del cancello (mano sul bastone tao)
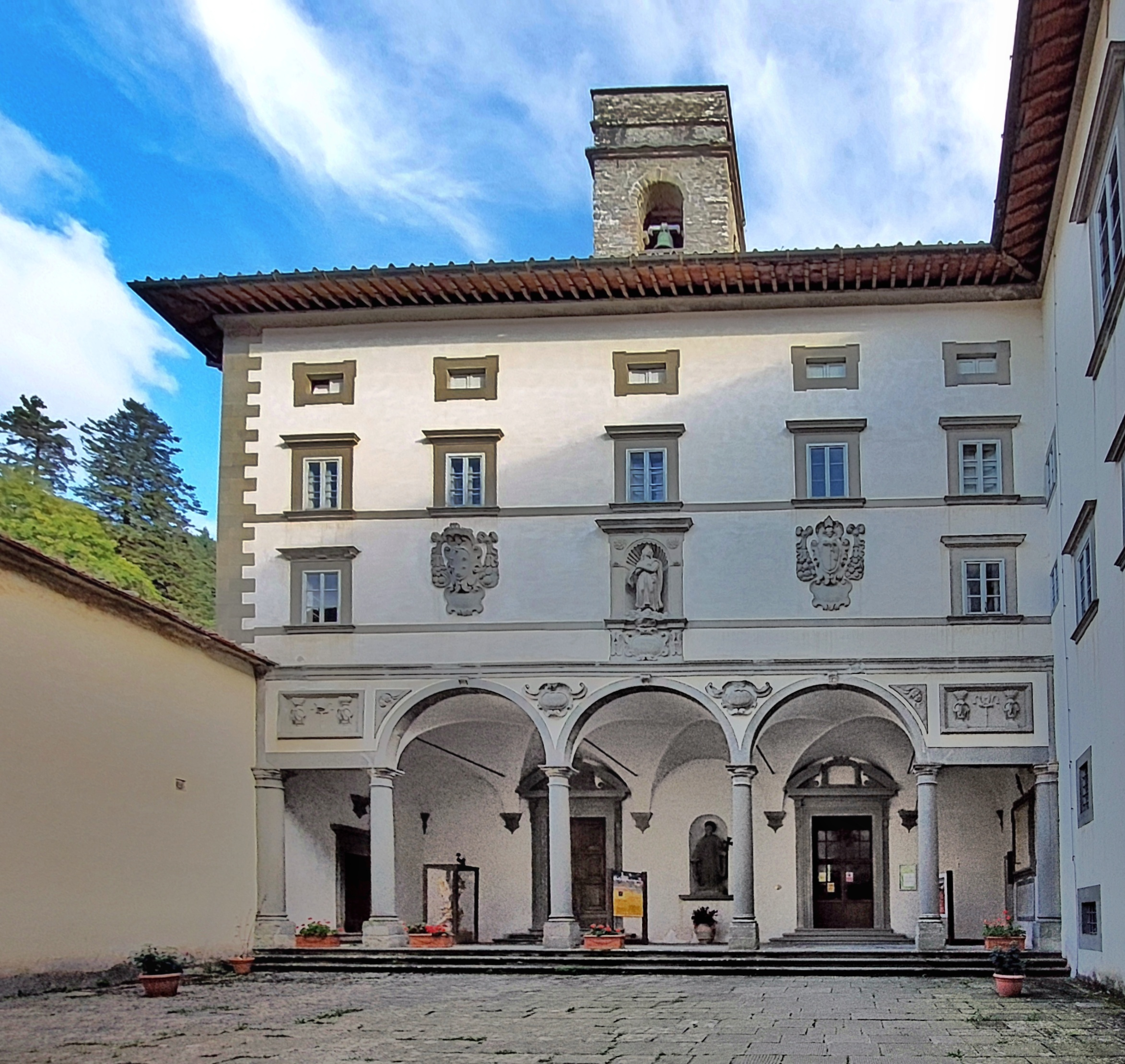
Chiesa di Santa Maria Assunta
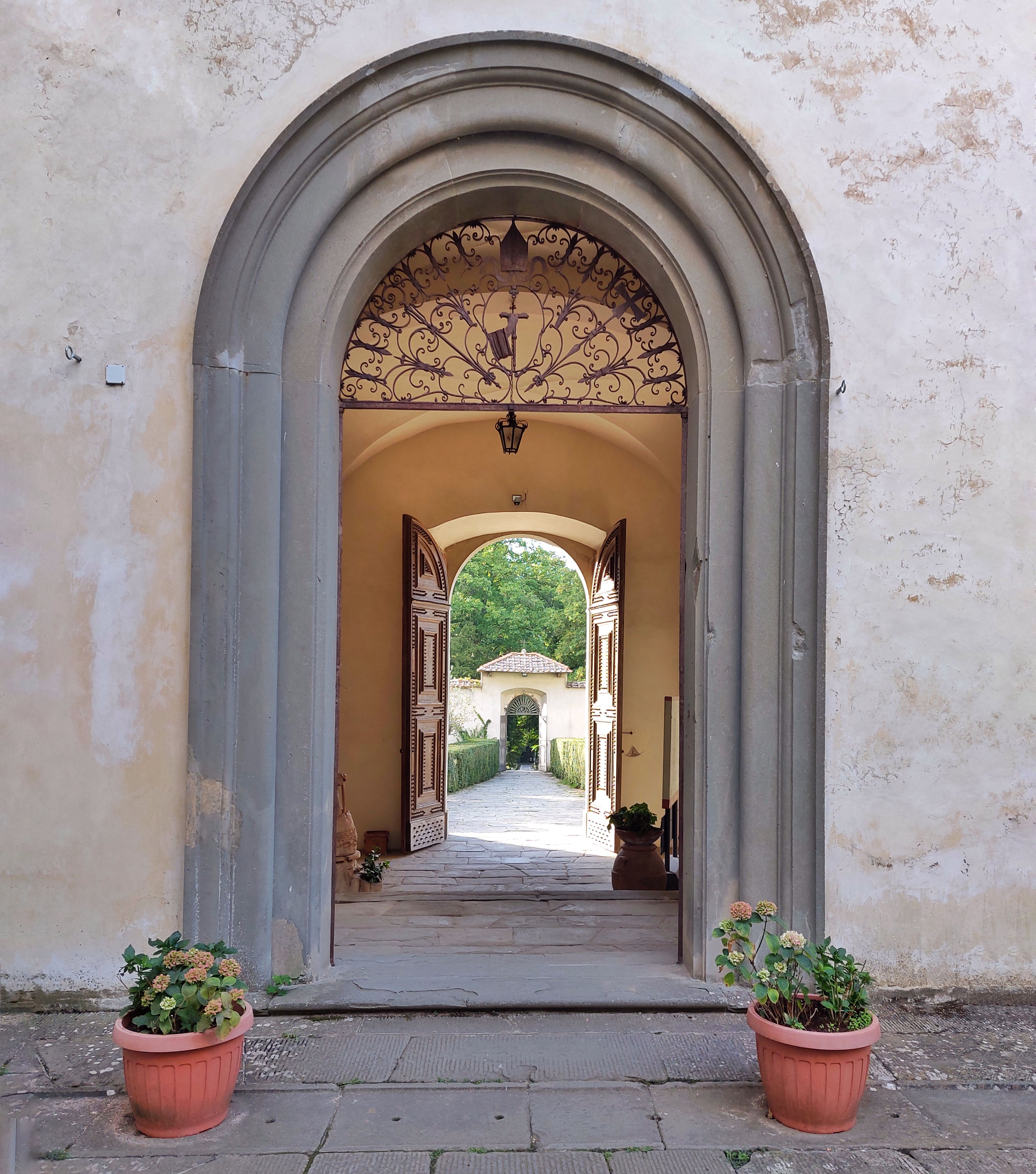
Portale del chiostro
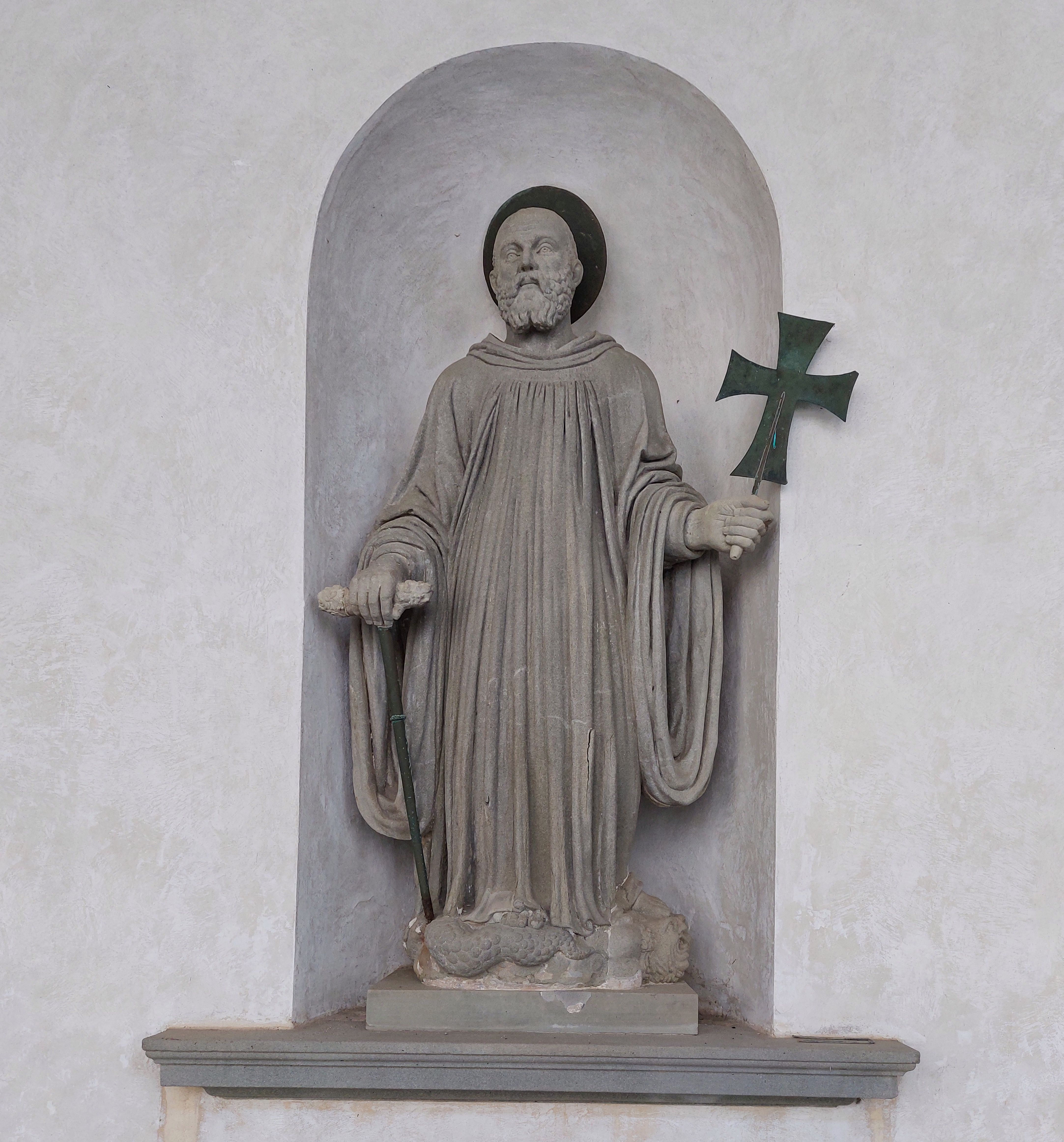
San Giovanni Gualberto sul fronte della chiesa

### Museo d'arte sacra
Aperto nel 2006 nei locali della foresteria, il Museo raccoglie opere tornate a Vallombrosa dopo differenti alienazioni e opere d'arte provenienti dal patrimonio artistico del monastero, quali dipinti, parati e oreficerie.
Tra le opere del monastero ha oggi una perfetta visibilità il Parato Altoviti, prezioso complesso eterogeneo di panni realizzato nella seconda metà del Quattrocento su disegno di vari artisti non tutti identificati, iniziato dall'abate Francesco Altoviti e forse completato dal successore Biagio Milanesi.
Nel salone troneggia un'importante opera tornata a Vallombrosa quale deposito delle Gallerie fiorentine, la Madonna col Bambino e i santi Biagio, Giovanni Gualberto, Benedetto e Antonio abate, già attribuita a Sebastiano Mainardi, del 1485 circa, che era collocata un tempo probabilmente ad un altare del tramezzo del coro. Oggi l'opera, dopo il restauro, è stata ricondotta alla mano di Domenico Ghirlandaio e di aiuti di bottega. Nella testa del san Biagio è stato riconosciuto un ritratto dell'abate Biagio Milanesi, committente dell'opera. 
Tra i reliquiari va ricordato il notevole reliquiario del braccio di san Giovanni Gualberto, opera dell'orafo fiorentino Paolo Sogliano (1500).

## Opere già a Vallombrosa

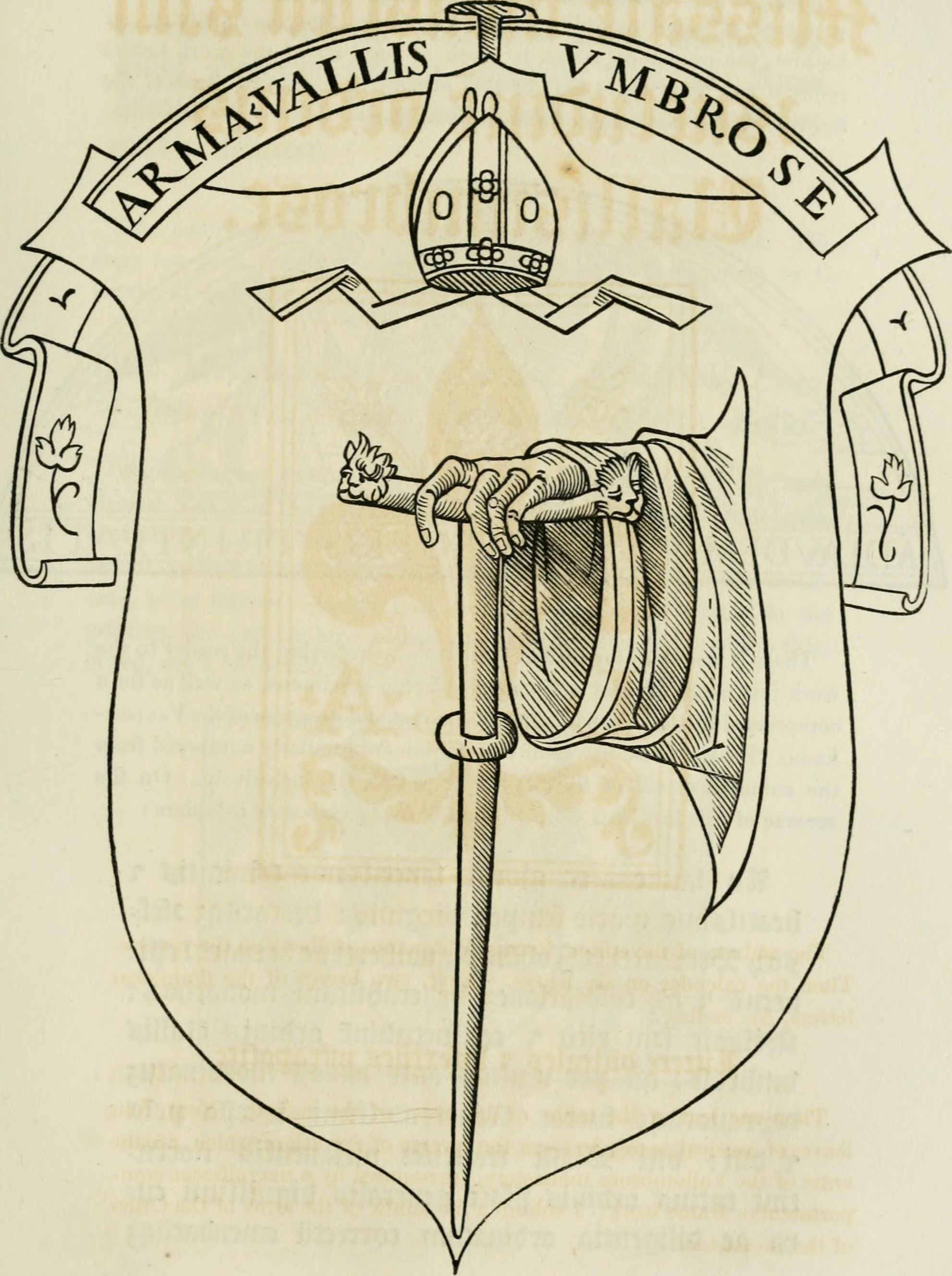

Alcune opere, migrate per diversi motivi dall'Abbazia, sono tuttora conservate in vari musei:
- l'Assunzione della Vergine con i Santi Bernardo degli Uberti, Giovanni Gualberto, Benedetto e Michele arcangelo, detta Pala di Vallombrosa del Perugino con il Ritratto di Biagio Milanesi, committente dell'opera, e il Ritratto del monaco Baldassarre  è oggi alla Galleria dell'Accademia di Firenze, tutti datati 1500.
- Il Dossale dei quattro santi con San Michele arcangelo e san Giovanni Gualberto e San Giovanni Battista e San Bernardo degli Uberti, commissionato dall'abate Giovanni Maria Canigiani ad Andrea del Sarto, databile al 1528-1529 circa, è conservato oggi alla Galleria degli Uffizi.